# Río de Oro (Melilla)
El río de Oro es el principal río de la ciudad autónoma española de Melilla, en el norte de África.

## Historia
Era llamado Río de Melilla o el Río de la Olla, apareciendo el término Río de Oro en una descripción de la Plaza y el Campo del alcaide José Frías al rey, por, según Estrada en Población General de España, algunas pintas de oro, desembocando por la zona de Santa Bárbara hasta el siglo XIX, cuando  se acercó al Espigón de San Jorge, creando lagunas con podriduras, que provocan paludismo y que eran cegadas en algunas salidas del General Buceta.
El ingeniero José Herrera propone desviar el curso del río, obra realizada entre el 22 de diciembre de 1871 y el 23 de febrero de 1872, pasando el agua por primera vez  7 de mayo.

## Descripción

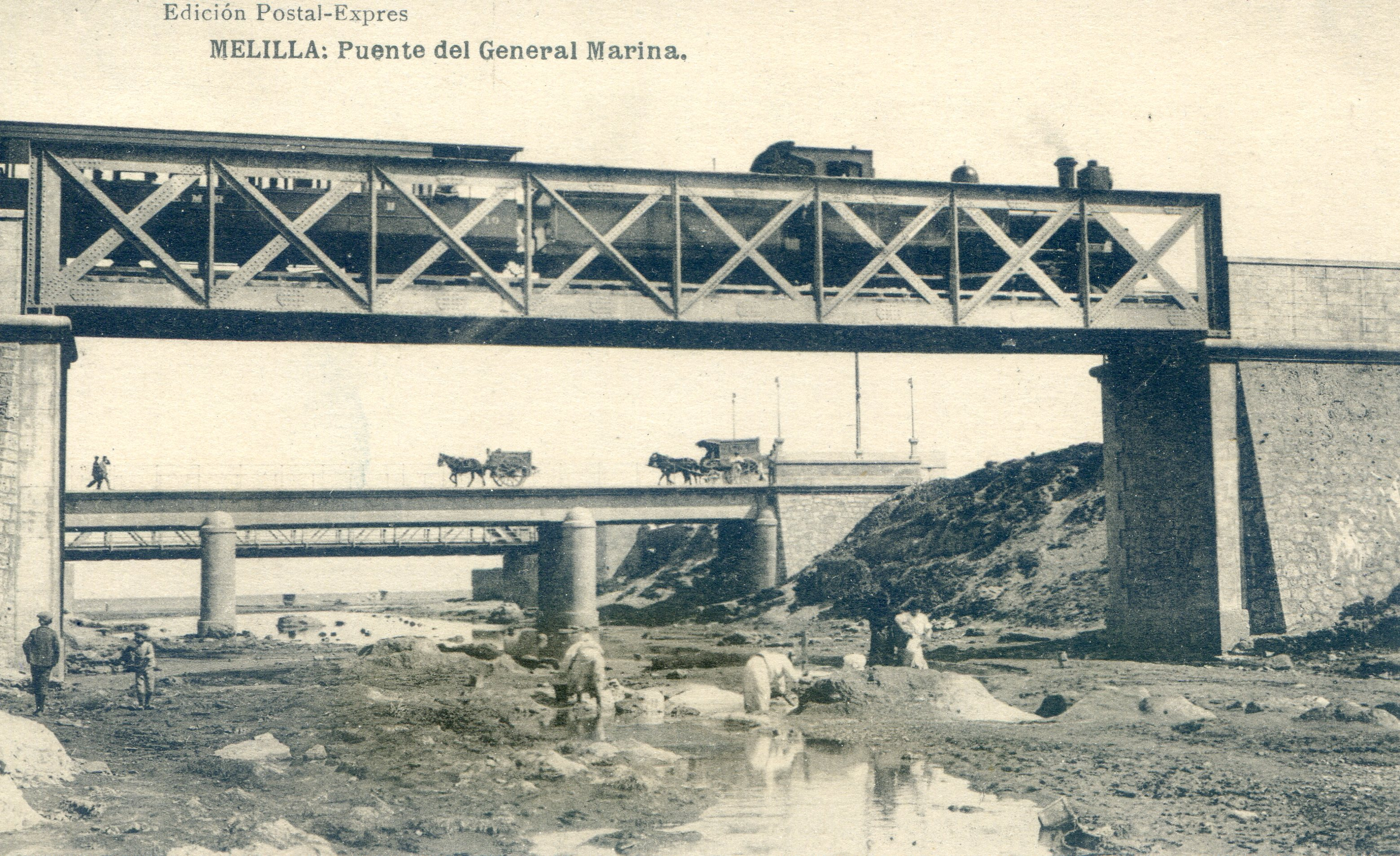
El río en 1928.

Nace en el monte Gurugú, en Marruecos, dónde es llamado Río Meduar, al suroeste de la ciudad y desemboca entre las playas de San Lorenzo y Los Cárabos, en la bahía de Melilla. 
Permanece seco la mayor parte del año, tomando caudal únicamente cuando se producen lluvias continuadas, como las del 26 de octubre de 2008, que tiraron la valla de Melilla abajo y desbordaron el río de Oro y sus arroyos, destruyéndose una pequeña presa cercana a la valla de Melilla, en el río Nano. Tiene un curso aproximado SO-NE y recibe por la izquierda a los arroyos de Tigorfaten, la cañada de la Muerte, el río Nano y el barranco de las Cabrerizas. Por la derecha recibe los arroyos Farhana y de Sidi-Guariach.